# Фертин де Васконселлос, Алфредо
Алфредо Фертин де Васконселлос (порт. Alfredo Fertin de Vasconcellos; 1862 — 1934) — бразильский музыкальный педагог и издатель.
Получил музыкальное образование в Париже как пианист. С 1890 г. и до конца жизни преподавал фортепиано в Национальном институте музыки, с 1903 г. профессор. С 1923 г. исполняющий обязанности директора, в 1925—1930 гг. директор Института. В 1923 году основал институтский оркестр, первоначально состоявший из 33 студентов. К руководству оркестра привлёк Франсиско Брагу. Опубликовал отдельной брошюрой отчёт о развитии оркестра за первые пять лет (порт. A orchestra do Instituto nacional de música; histórico de sua formaçao e desenvolvimento nos annos de 1924 a 1928).
В 1891 г. основал в Рио-де-Жанейро музыкальное издательство. Наряду с музыкальными произведениями (особенно фортепианными) в 1891—1893 гг. выпускал как издатель и соредактор (с Инасио Порто-Алегре) «Музыкальную газету» (порт. Gazeta musical), сыгравшую важную роль в развитии бразильской музыкальной культуры.